# ورشة عمل
|  | يجري الآن نقاش حول نقل صفحة ورشة عمل إلى ورشة. جار التوصل إلى اتفاق بشأن النقل في صفحة طلبات النقل. |

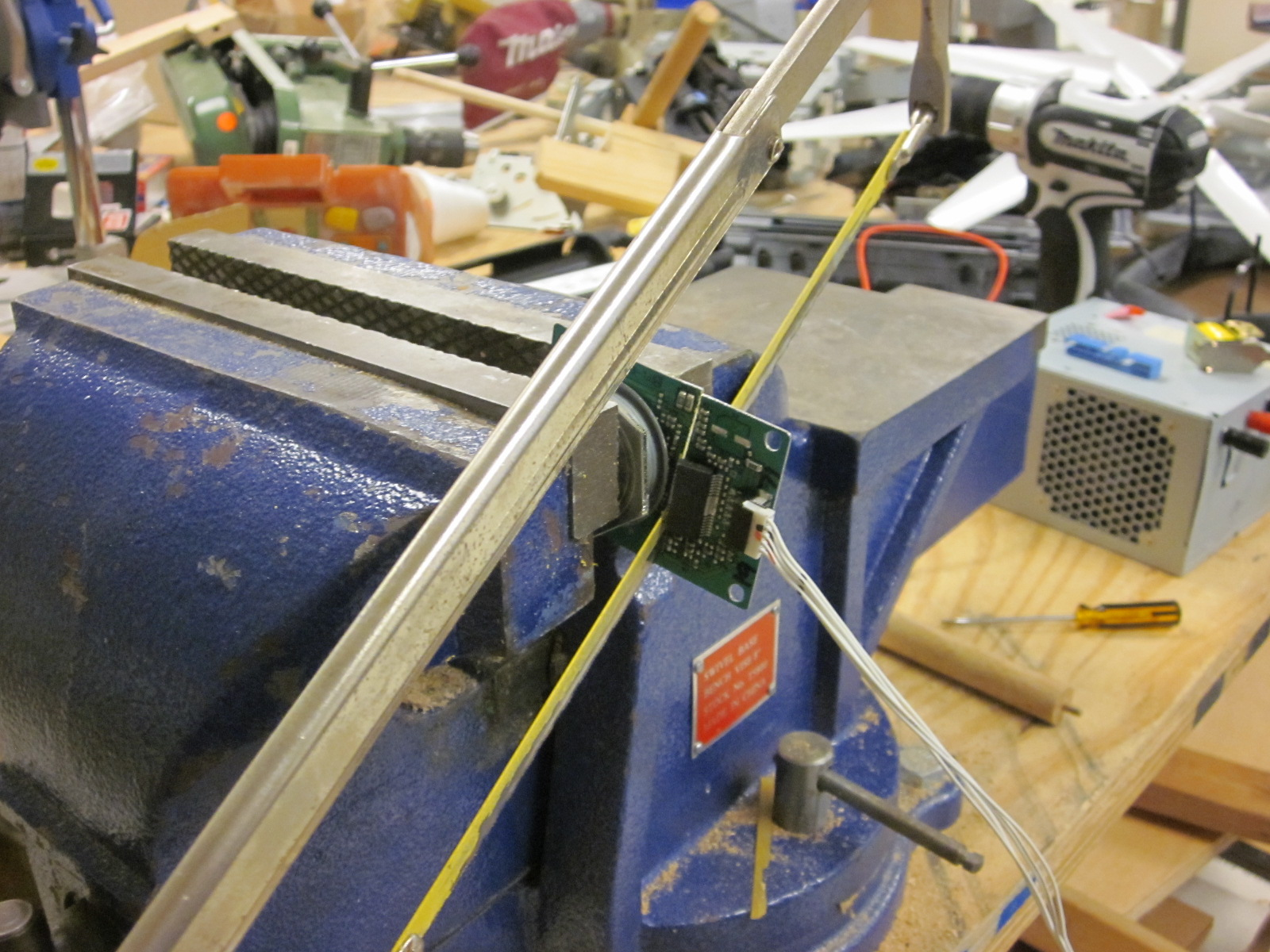

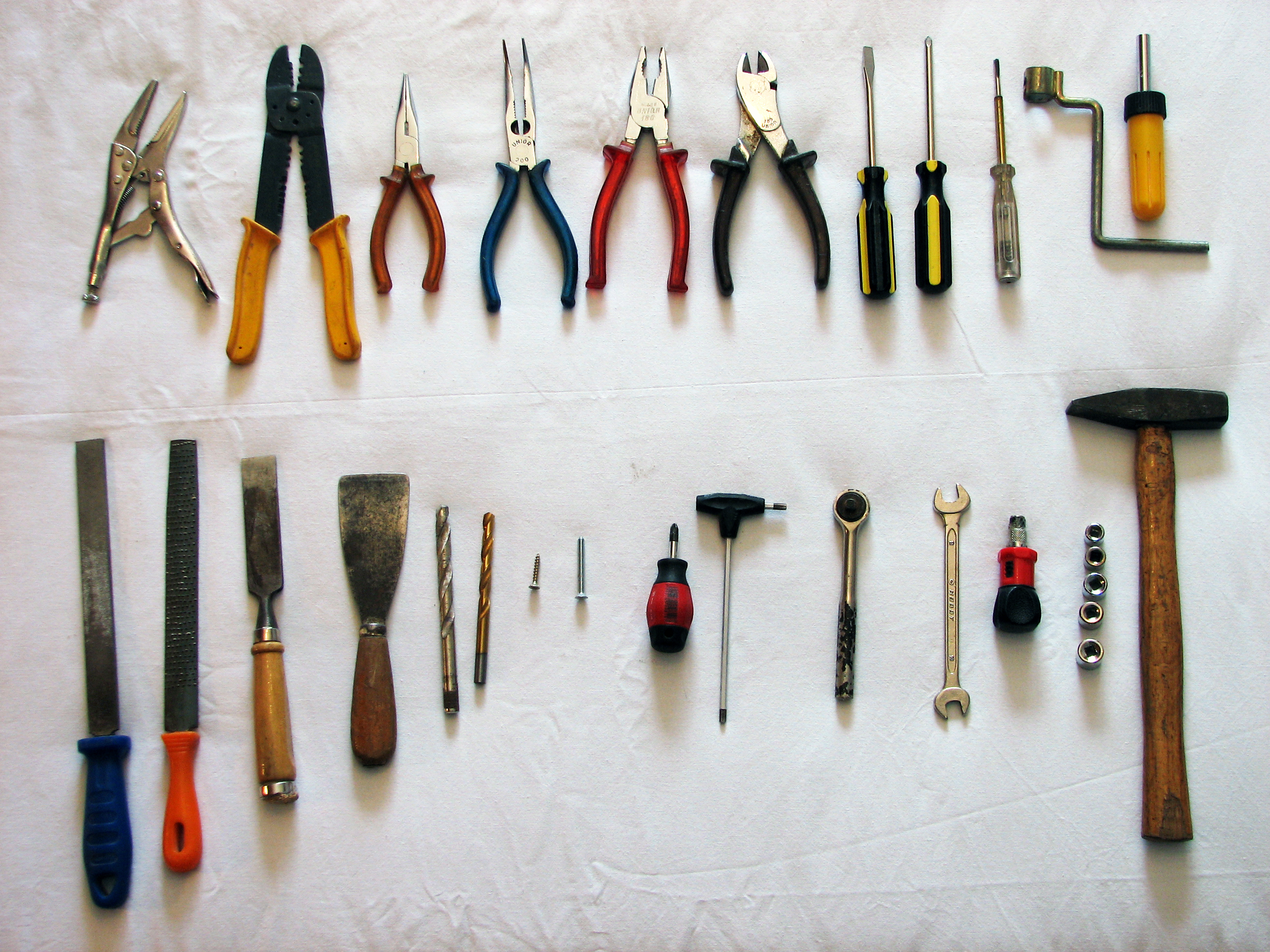
بعض الأدوات الأساسية اللازمة في الورش

الورشة أو المشغل أو ورشة العمل غرفة أو مبنى يوفر كلا من المساحة والأدوات (أو الآلات) التي قد تكون لازمة للتصنيع أو صيانة السلع المُصّنعة. وبصرف النظر عن المصانع الكبيرة، فإن ورش العمل كانت هي الأماكن الوحيدة للإنتاج في أيام ما قبل التصنيع.